# Тайната вечеря в абатството в Пасиняно
„Тайната вечеря“ (на италиански: Il Cenacolo или L'Ultima Cena) е фреска от 1476 г. на италианския ренесансов художник Доменико Гирландайо в трапезарията на абатството „Сан Микеле Арканджело а Пасиняно“ в Таварнеле Вал ди Пеза, Италия.

## История
Това е първата фреска на Гирландайо на тема „Тайната вечеря“, последвана по късно от Тайната вечеря в Онисанти през 1480 г. и Тайната вечеря в Сан Марко през 1486 г.
Първоначално изписването на Тайната вечеря е предложено от абат Исидоро дел Сера на Бернардо Росели, който през 1472 г. е изписал двата горни люнета, но по късно – през 1476 г., поръчката е дадена на Доменико Гирландайо.
Работата върху стенописа се извършва със съдействието на брат му Давид Гирландайо и е изпълнена между 25 юни и 1 септември 1476 г. Двамата художници се връщат за втори път в абатството и работят от 22 октомври до 22 декември 1477 г. където рисуват в залата на капитула, и за трети път между 13 май и 12 юни 1478 г., като последните им две работи не са достигнали до наши дни.